# Schweizer Alpine Skimeisterschaften 2005
Die Schweizer Alpinen Skimeisterschaften 2005 fanden an zwei Orten im Kanton Wallis statt. Abfahrten und Super-Gs wurden vom 16. bis 18. März 2005 auf der Lauchernalp ausgetragen, Riesenslaloms und Slaloms vom 29. März bis 1. April 2005 in Veysonnaz.

## Herren

### Abfahrt
| Platz | Name                | Zeit        |
| ----- | ------------------- | ----------- |
| 01    | Bruno Kernen        | 1:21,15 min |
| 02    | Tobias Grünenfelder | 1:21,33 min |
| 03    | Daniel Albrecht     | 1:21,42 min |
| 04    | Daniel Züger        | 1:21,94 min |
| 05    | Carlo Janka         | 1:22,21 min |
| 06    | Konrad Hari         | 1:22,29 min |
| 07    | Beni Hofer          | 1:22,39 min |
| 08    | Michael Bonetti     | 1:22,57 min |
| 09    | Bernhard Matti      | 1:22,60 min |
| 10    | Ralf Kreuzer        | 1:22,61 min |

Datum: 17. März 2005

Ort: Lauchernalp

### Super-G
| Platz | Name                | Zeit        |
| ----- | ------------------- | ----------- |
| 01    | Tobias Grünenfelder | 1:17,11 min |
| 02    | Ralf Kreuzer        | 1:17,15 min |
| 03    | Didier Défago       | 1:17,16 min |
| 04    | Daniel Albrecht     | 1:17,42 min |
| 05    | Beni Hofer          | 1:17,51 min |
| 06    | Michael Bonetti     | 1:17,82 min |
| 07    | Ambrosi Hoffmann    | 1:17,92 min |
| 08    | Carlo Janka         | 1:18,28 min |
| 09    | Cornel Züger        | 1:18,41 min |
| 10    | Silvan Zurbriggen   | 1:18,49 min |

Datum: 18. März 2005

Ort: Lauchernalp

### Riesenslalom
| Platz | Name             | Zeit        |
| ----- | ---------------- | ----------- |
| 01    | Marc Berthod     | 1:53,02 min |
| 02    | Olivier Brand    | 1:53,18 min |
| 03    | Konrad Hari      | 1:53,85 min |
|       | Michael Zahnd    | 1:53,85 min |
| 05    | Urs Imboden      | 1:54,35 min |
| 06    | Sandro Viletta   | 1:54,40 min |
| 07    | Cornel Züger     | 1:54,48 min |
| 08    | Didier Défago    | 1:54,51 min |
| 09    | Carlo Janka      | 1:54,62 min |
| 10    | Ambrosi Hoffmann | 1:54,77 min |
| 10    | Bernhard Matti   | 1:54,77 min |

Datum: 31. März 2005

Ort: Veysonnaz

### Slalom
| Platz | Name                   | Zeit        |
| ----- | ---------------------- | ----------- |
| 01    | Marc Gini              | 1:41,81 min |
| 02    | Pierre Egger (AUT)     | 1:42,63 min |
| 03    | Marc Berthod           | 1:42,78 min |
| 04    | Daniel Albrecht        | 1:42,80 min |
| 05    | Stéphane de Siebenthal | 1:43,13 min |
| 06    | Sébastien Amiez (FRA)  | 1:43,16 min |
| 07    | Urs Imboden            | 1:43,21 min |
| 08    | Silvan Zurbriggen      | 1:43,36 min |
| 09    | Flavio Godenzi         | 1:44,31 min |
| 10    | Dimitri Cuche          | 1:44,73 min |

Datum: 1. April 2005

Ort: Veysonnaz

### Kombination
| Platz | Name                   |
| ----- | ---------------------- |
| 01    | Stéphane de Siebenthal |
| 02    | Carlo Janka            |
| 03    | Beat Feuz              |

## Damen

### Abfahrt
| Platz | Name                 | Zeit        |
| ----- | -------------------- | ----------- |
| 01    | Nadia Styger         | 1:26,05 min |
| 02    | Chemmy Alcott (GBR)  | 1:26,86 min |
| 03    | Andrea Dettling      | 1:27,13 min |
| 04    | Aline Bonjour        | 1:27,47 min |
| 05    | Fränzi Aufdenblatten | 1:27,56 min |
| 06    | Carmen Casanova      | 1:27,61 min |
| 07    | Ella Alpiger         | 1:28,75 min |
| 08    | Monika Dumermuth     | 1:28,83 min |
|       | Pascale Berthod      | 1:29,07 min |
| 10    | Marianne Abderhalden | 1:29,11 min |

Datum: 16. März 2005

Ort: Lauchernalp

### Super-G
| Platz | Name                    | Zeit        |
| ----- | ----------------------- | ----------- |
| 01    | Miriam Gmür             | 1:22,67 min |
| 02    | Fränzi Aufdenblatten    | 1:22,96 min |
| 03    | Marianne Abderhalden    | 1:23,61 min |
| 04    | Chemmy Alcott (GBR)     | 1:23,91 min |
| 05    | Martina Schild          | 1:24,16 min |
| 06    | Ella Alpiger            | 1:24,40 min |
| 07    | Tanja Pieren            | 1:24,57 min |
| 08    | Dominique Gisin         | 1:24,86 min |
| 09    | Pascale Berthod         | 1:25,24 min |
| 10    | María José Rienda (ESP) | 1:25,32 min |

Datum: 18. März 2005

Ort: Lauchernalp

### Riesenslalom
| Platz | Name                 | Zeit        |
| ----- | -------------------- | ----------- |
| 01    | Miriam Gmür          | 1:45,09 min |
| 02    | Tina Weirather (LIE) | 1:45,16 min |
| 03    | Nadia Styger         | 1:45,23 min |
| 04    | Marina Nigg          | 1:45,40 min |
| 05    | Marlies Oester       | 1:45,51 min |
| 06    | Rabea Grand          | 1:45,58 min |
| 07    | Marianne Abderhalden | 1:45,60 min |
| 08    | Jelena Lolović (SCG) | 1:45,69 min |
| 09    | Petra Haltmayr (GER) | 1:45,72 min |
| 10    | Pascale Berthod      | 1:45,83 min |

Datum: 30. März 2005

Ort: Veysonnaz

### Slalom
| Platz | Name                    | Zeit        |
| ----- | ----------------------- | ----------- |
| 01    | Marlies Oester          | 1:55,85 min |
| 02    | Marina Nigg (LIE)       | 1:56,01 min |
| 03    | Marianne Abderhalden    | 1:56,28 min |
| 04    | Cornelia Städler        | 1:56,67 min |
| 05    | Jessica Pünchera        | 1:56,74 min |
| 06    | Sandra Gini             | 1:56,83 min |
| 07    | Kumiko Kashiwagi (JPN)  | 1:57,10 min |
| 08    | Aline Bonjour           | 1:57,17 min |
| 09    | Petra Zakouřilová (CZE) | 1:57,30 min |
| 10    | Mojca Rataj (BIH)       | 1:58,81 min |

Datum: 29. März 2005

Ort: Veysonnaz

### Kombination
| Platz | Name                 |
| ----- | -------------------- |
| 01    | Marianne Abderhalden |
| 02    | Aline Bonjour        |
| 03    | Jessica Pünchera     |